# Patrick Vallet
Pour les articles homonymes, voir Vallet.
Patrick Vallet, né le 16 avril 1964 à Pontarlier,, est un coureur cycliste français, actif dans les années 1980 et 1990.

## Biographie
Vice-champion de France amateurs en 1987, il court ensuite chez les professionnels dans l'équipe RMO pendant deux ans.

## Palmarès
- 1987
  - 2e du championnat de France sur route amateurs
  - 2e de la Flèche d'or (avec Dominique Celle)
  - 3e du Circuit de Saône-et-Loire
  - 3e du championnat du Lyonnais sur route
- 1990
  - 2e du Tour de l'Ain
  - 2e du championnat du Lyonnais sur route
  - 3e des Boucles catalanes
  - 3e du Tour du Béarn
  - 3e du Tour du Chablais
- 1992
  - 2e du Tour Nord-Isère
  - 2e du Tour de Franche-Comté
  - 2e du Tour du Chablais
- 1993
  - 2e du championnat de France du contre-la-montre par équipes
  - 3e du Tour Nivernais Morvan
  - 3e du Grand Prix de Cannes amateurs